# Gasteria pillansii
Gasteria pillansii és una espècie de planta suculenta del gènere Gasteria de la família de les asfodelàcies, subfamília de les asfodelòidies (Asphodeloideae).

## Descripció

### Característiques vegetatives
Gasteria pillansii creix sense tija fa és sense tija, pot arribar a fer entre 50 a 200 mm d'alçada i entre 60 a 400 mm de diàmetre. Prolifera a partir d'estolons subterranis i forma denses agrupacions fins a 150 plantes per grup i fins a 1 m d'amplada. Les arrels són suculentes. Les fulles són carnoses, sobretot després de la pluja, són dístiques, loriformes, ascendents o esteses, de 20 a 200 mm de llarg i 15 a 50 mm d'ample a la base. Les fulles tenen taques blanques en bandes transversals i un marge blanc berrugós cartilaginós. L'epidermis és rugosa. La punta de la fulla és arrodonida, dura i coriàcia.

### Inflorescències i flors
La inflorescència és un raïm simple que està estesa i lleugerament corbada és una panícula (1 a 3 per planta). Fa una llargada de 60 a 120 cm (poques vegades fins a 165 cm). De vegades hi ha un parell de branques laterals. El periant és rosa i fa de 25 a 45 mm de llarg (poques vegades arriba als 50 mm de llarg) i té un diàmetre de 6 a 8 mm. La seva part bulbosa indistinta és esfèrica-el·lipsoïdal. S'estén aproximadament un terç de la longitud del periant, o menys. Per sobre de l'ovari, està restringit en un tub blanc amb ratlles verdes. Els estams no sobresurten ni sobresurten fins a 5 mm del periant.

### Fruits i llavors
Els fruits són oblongs i fan de 15 a 23 mm de llarg i 7 mm d'amplada i oberta als marges. Contenen llavors de 4 a 5 mm de llarg i 2,5 mm d'ample.

## Distribució i hàbitat
Gasteria pillansii es distribueix a la província sud-africana del Cap Occidental, concretament des del sud de Clanwilliam fins al nord del riu Orange, al sud de Namíbia. En el seu hàbitat es troba a la vegetació de suculentes del Karoo. Es troba a elevacions des de prop del nivell del mar fins a uns 1000 m, en espadats de Namaqualand, principalment confinat als aspectes més freds del sud i l'est, sota arbustos o matolls o a l'ombra de les roques, rarament en aspectes exposats o orientats al nord. Creix en diverses formacions de roca i sòl, però més comunament sobre gres, granit i esquist.

## Taxonomia
Gasteria pillansii va ser descrita per Kensit i va ser publicat a Trans. Roy. Soc. South Africa 1: 163, a l'any 1910.
Etimologia
Gasteria : epítet derivat de la paraula del llatina "gaster" que significa "estómac", per la forma de les seves flors en forma d'estómac.
pillansii: epítet en honor del botànic i curador ajudant de l'herbari Bolus que va col·leccionar plantes prop de Clanwilliam, el Sr. Neville Stuart Pillans (1884-1964).
Varietats acceptades
- Gasteria pillansii var. pillansii (Varietat tipus)
- Gasteria pillansii var. ernesti-ruschii (Dinter & Poelln.) van Jaarsv.
- Gasteria pillansii var. hallii van Jaarsv.[5][6]